# Ерлімарт (Каліфорнія)
Ерлімарт (англ. Earlimart) — переписна місцевість (CDP) в США, в окрузі Туларе штату Каліфорнія. Населення — 7679 осіб (2020).

## Географія
Ерлімарт розташований за координатами 35°52′57″ пн. ш. 119°16′17″ зх. д. / 35.88250° пн. ш. 119.27139° зх. д. (35.882380, -119.271477).  За даними Бюро перепису населення США в 2010 році переписна місцевість мала площу 5,46 км², уся площа — суходіл.

## Демографія
Згідно з переписом 2010 року, у переписній місцевості мешкало 8537 осіб у 1946 домогосподарствах у складі 1736 родин. Густота населення становила 1565 осіб/км².  Було 2023 помешкання (371/км²).
Расовий склад населення:
| - 37,4 % — білих - 6,3 % — азіатів - 0,8 % — чорних або афроамериканців - 0,5 % — корінних американців - 50,4 % — осіб інших рас |

До двох чи більше рас належало 4,6 %. Частка іспаномовних становила 91,4 % від усіх жителів.
За віковим діапазоном населення розподілялося таким чином: 40,0 % — особи молодші 18 років, 54,0 % — особи у віці 18—64 років, 6,0 % — особи у віці 65 років та старші. Медіана віку мешканця становила 23,5 року. На 100 осіб жіночої статі у переписній місцевості припадало 105,3 чоловіків;  на 100 жінок у віці від 18 років та старших — 104,1 чоловіків також старших 18 років.
Середній дохід на одне домашнє господарство  становив 32 644 долари США (медіана — 23 803), а середній дохід на одну сім'ю — 32 260 доларів (медіана — 22 711). Медіана доходів становила 23 227 доларів для чоловіків та 19 865 доларів для жінок. За межею бідності перебувало 53,1 % осіб, у тому числі 66,7 % дітей у віці до 18 років та 53,6 % осіб у віці 65 років та старших.
Цивільне працевлаштоване населення становило 2823 особи. Основні галузі зайнятості: сільське господарство, лісництво, риболовля — 52,2 %, освіта, охорона здоров'я та соціальна допомога — 13,9 %, роздрібна торгівля — 8,1 %, транспорт — 4,6 %.